# Egil Kapstad
Egil Kapstad (Oslo, 6 augustus 1940 – aldaar, 13 juli 2017) was een Noorse jazzpianist, componist en arrangeur. Hij was verantwoordelijk voor de muziek voor meer dan vijftig theaterprodukties en heeft tevens gecomponeerd voor film en televisie. Kapstad heeft een aantal klassieke werken voor orkest, koor, strijkkwartet en andere kleine ensembles geschreven. Hij was de baas van Ny Musik en heeft gewerkt als tv-presentator, voor NRK.

## Biografie
Kapstad werd begin jaren zestig bekend als lid van het kwintet van Frode Thingnæs. In de jaren 1962-1964 leidde hij een eigen trio, daarnaast werkte hij met Karin Krog. Hij was lid van Bjørn Johansen's kwartet (1964-1965) en trad op met het orkest van Thorleif Østereng. In 1965 studeerde hij contrapunt, harmonieleer en twaalftoonstechniek bij Bjørn Fongård en instrumentatie bij Sigurd Berge. In 1967 bracht hij zijn eerste plaat uit. In de jaren zeventig werkte hij samen met onder meer Krog, Johansen, Paul Weeden, Harald Gundhus en Bjarne Nerem. In 1977 kreeg hij een Buddyprisen. Vanaf dat jaar werkt hij met de ensembles van  Magni Wentzel. In de jaren tachtig trad hij op met o.a. Appaloosa Mainstream Ensemble (1980-1984), Nordic Be-Bop Society en Friends Connection. In de jaren na 1986 bracht hij verschillende platen uit met Jan Erik Vold. Als huispianist van het platenlabel Gemini speelde hij mee op opnames van onder meer Totti Bergh, Laila Dalseth, Al Cohn, Kenny Davern en Flip Phillips. Verder speelde hij samen met mannen als Red Mitchell, Barney Kessel, Bob Brookmeyer, Jan Garbarek, Philip Catherine en Toots Tielemans.
Kapstad doceert jazzgeschiedenis en improvisatie aan het Musikkonservatoriet i Kristiansand. Hij werkte als pianist mee aan meer dan zestig albums.
Kapstad kreeg in 1977 de Norsk jazzforbund's Buddyprisen, in 1984 een NOPA-award voor 'werk van het jaar' (Epilog) en een Gammleng-prisen in de categorie jazz (1985). Hij ontving twee keer de Spellemannprisen in de categorie jazz, voor zijn albums 'Cherokee' (1989) en Remembrance (1994).

## Werken

### Composities (selectie)
- Syner (1967) (uitgevoerd in de nieuwe versie in 1990)
- Epilog – Bill Evans in Memoriam (Vossajazz, 1983)
- Døgn for kammerorkester
- Theatermuziek voor Shakespeare's King Lear
- Theatermuziek voor Ibsen's Kongsemnerne
- Theatermuziek voor Helge Hagerup's Kuler og krutt i solnedgangen

### Discografie
Als leider
- Syner (1967)
- …spiller Einar Schanke (1979)
- Friends (1980)
- Epilog – Bill Evans in Memoriam (1984)
- Cherokee (1988)
- Remembrance (1993)
- Wolfvoices (2003)

Als begeleider
- By Myself (1964), met Karin Krog
- Twostep og blå ballader (1974), met Lars Klevstrand
- I fløyterens hjerte (1990), met Lars Klevstrand
- I anstendighetens navn (1976), met Ole Paus
- Everything Happens to Me (1977), met Bjarne Nerem
- Til jorden (1978), met Rolf Jacobsen
- Live fra ABC-teatret (1979), met Odd Børretzen & Alf Cranner
- Live at Jazz Alive (1983), met Thorgeir Stubø
- Sofies plass (1983), met Magni Wentzel
- All or Nothing at All (1985), met Magni Wentzel
- My Wonderful One (1987/88)
- Dedications (1985), met Per Husby
- I Hear a Rhapsody (1985), met Totti Bergh
- Major Blues (1990), met Totti Bergh
- Time for Love (1986), met Laila Dalseth
- A Woman's Intuition (1995), met Laila Dalseth
- Den dagen Lady døde (1986), met Jan Erik Vold
- Blåmann! Blåmann! (1988), met Jan Erik Vold
- Sannheten om trikken er at den brenner (1990), met Jan Erik Vold
- Pytt pytt blues (1992), met Jan Erik Vold
- Obstfelder Live på Rebekka West (1993), met Jan Erik Vold
- Her er huset som Per bygde (1996), met Jan Erik Vold
- Storytellers (1998), met Jan Erik Vold
- Constellations (1990), met Bjørn Alterhaug
- Three Shades of Blue (1995), met Staffan William-Olsson
- Oslo Jazz Circle – Jubileumskonsert (1998), met verschillende artiesten
- Round Chet's Midnight (1999), met Hilde Hefte
- Playsong (2001), met Hilde Hefte
- First Song (2000), met Bodil Niska
- Violin (2000), met Ola Kvernberg